# Cratere Garnet
Garnet è un cratere sulla superficie di 2867 Šteins.